# Městská knihovna Netolice
Městská knihovna Netolice je veřejná knihovna ve městě Netolice v Jihočeském kraji. Nachází se v přízemí budovy na adrese Staré Město 191. Knihovna poskytuje širokou škálu knihovnických a informačních služeb pro veřejnost, včetně půjčování knih a periodik, přístupu k internetu a pořádání kulturních a vzdělávacích akcí.

## Historie
První pokus o zřízení knihovny v Netolicích se datuje k roku 1887, kdy místní divadelní spolek ochotníků Tyl vyzval obyvatele města k darování knih nebo finančních prostředků. Samotní ochotníci přislíbili 50 zlatých. Sbírka však nebyla úspěšná a vznikla pouze spolková knihovna divadelního spolku Tyl. Další pokus o založení veřejné knihovny v lednu v roce 1906 rovněž neuspěl.
Dne 7. července 1912 byla otevřena veřejná čítárna a knihovna. Prvním knihovníkem byl Václav Honsa. Poplatek za vypůjčení svazku domů činil tehdy 2 haléře. Za první měsíc navštívilo knihovnu 33 čtenářů, kteří si půjčili 76 knih. Počet čtenářů stále rostl a za první rok své činnosti nasbírala knihovna 659 čtenářů, kteří si vypůjčili 1 478 knih. Čítárna měla větší návštěvnost, za rok ji navštívilo 2 979 osob.
Čítárna byla opakovaně uzavírána a obnovována, až v roce 1926 zanikla.
V roce 1958 byla netolická místní lidová knihovna, za dosažené výsledky, zařazena do krajského lidového kola soutěže Budujeme vzornou lidovou knihovnu. V té době byla pod správou Okresní knihovny ve Vodňanech.
Do roku 1969 knihovnu vedli dobrovolní knihovníci, poté nastoupila první profesionální pracovnice Milada Žahourková. Dne 18. září 1970 získala knihovna status Městské lidové knihovny.
Mezi významné pracovnice knihovny patří Věra Měřičková, která pracovala v knihovně od roku 1974 do roku 2017 a Hana Trněná, která nastoupila v roce 1988 a působí dodnes jako vedoucí knihovny.
Knihovna byla do roku 1988 umístěna na Mírovém náměstí v domě číslo 1. a to až do dne 12. září kdy byla přesunuta do kulturního domu. Odtud se knihovna odstěhovala v září 1991 do Základní školy na Starém Městě. Tam se knihovna rozdělila na dvě oddělení. Dětské oddělení a oddělení pro dospělé. Tato oddělení zabírají suterén dvoupatrové budovy, která byla vytvořena v neogotickém slohu v roce 1863 nejspíše některým ze schwarzenberských architektů.
V roce 2001 byla přijata další pracovnice Pavlína Kolafová a v červenci téhož roku zahájila knihovna plně automatizovaný provoz. V pondělí 31. března 2025 knihovna obdržela ocenění Nejlepší profesionální knihovna okresu Prachatice za rok 2024.

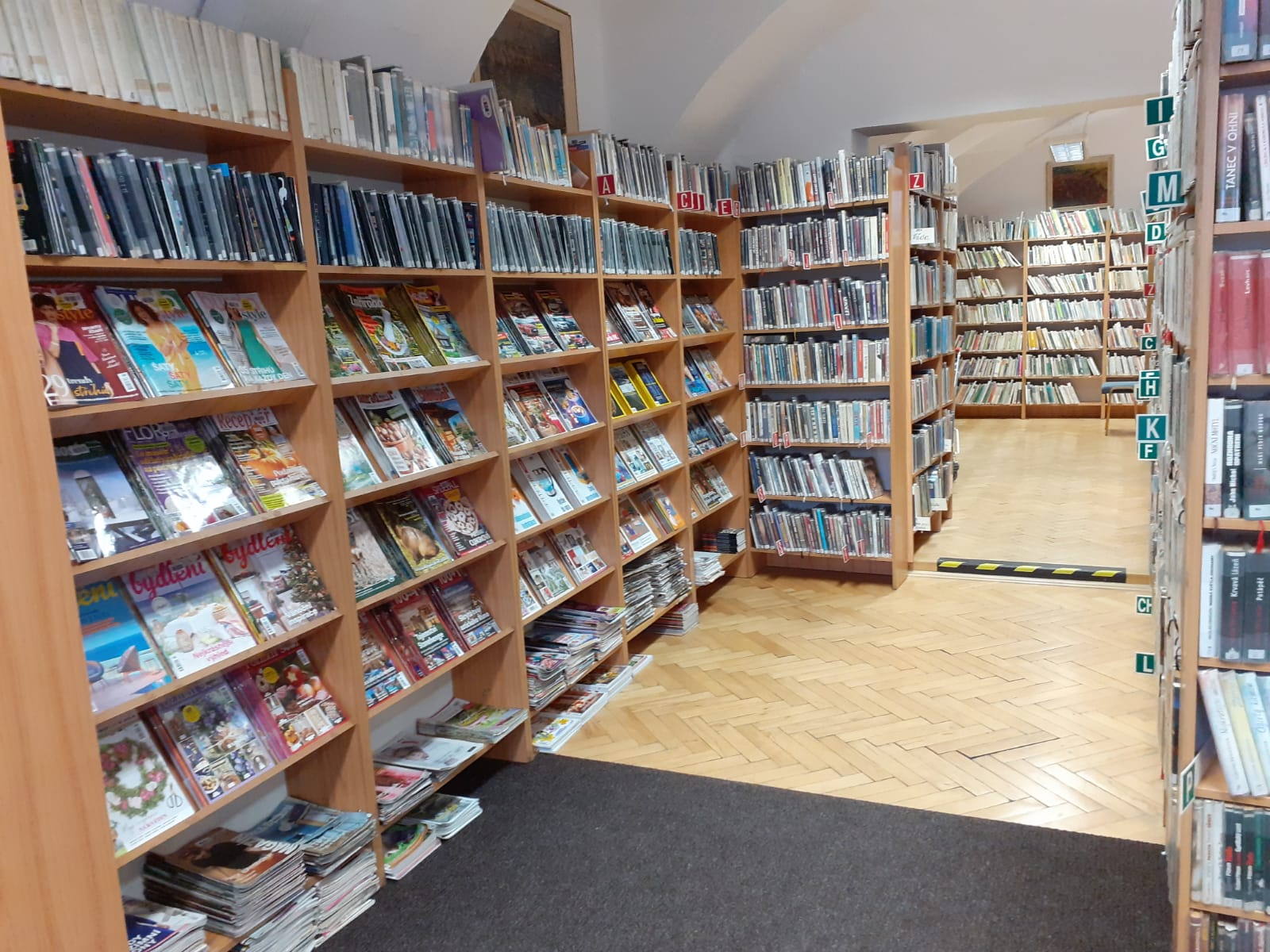
Městská knihovna Netolice oddělení pro dospělé

### Vedoucí knihovníci
- Václav Honsa (1915–1920)
- Antonie Pospíšilová (1920–1930)
- Eva Pižlová (1930–1931)
- Hana Krauseová (1931–1937)
- František Řehoř (1940–1946)
- Marie Pokorná (1946–1947)
- František Boubelík (1947–1949)
- Božena Podlahová (1949–1950)
- František Špaček (1951–1965)
- Václav Študlar (1965–1969)
- Milada Žahourková (1969–1971)
- Libuše Rážová (1971–1973)
- Božena Šrámková (1973–1974)
- Věra Měřičková (1974–2017)[2]
- Hana Trněná (2017–dosud)[3]

## Služby
Městská knihovna Netolice je profesionální knihovnou spadající pod regionální Městskou knihovnu Prachatice, která je zařazena pod krajskou Jihočeskou vědeckou knihovnu v Českých Budějovicích. Knihovna patří do kategorie knihoven v obcích s populací od 2 000 do 3 000 obyvatel.
Knihovna nabízí bezplatný přístup k internetu. Poskytuje základní výpůjční služby z vlastního fondu i meziknihovní výpůjční službu, díky níž si čtenáři mohou objednat tituly, které nejsou součástí fondu, z jiné knihovny. K využití této služby stačí registrace v Městské knihovně Netolice a úhrada manipulačního poplatku.
Knihovna také umožňuje prodloužení výpůjční doby, zkontrolování dostupnosti knihy a její rezervaci v knihovně i online.

## Akce, besedy a projekty knihovny
Knihovna pořádá celou řadu akcí, mezi nimi besedy se spisovateli, cestovateli, historiky a dalšími osobnostmi, jazykově, technologicky i tematicky zaměřené vzdělávací přednášky a semináře pro děti i dospělé. Pro děti knihovna připravuje soutěže a programy, jako je například Noc s Andersenem, hraní deskových her nebo pexesa.
Během března vyhlašuje knihovna čtenářskou amnestii. V té době mají čtenáři možnost vrátit knihu, kterou měli vypůjčenou přes stanovenou dobu, do knihovny bez sankčního poplatku.
V roce 2024 uspořádala knihovna celkem 66 akcí, kterých se zúčastnilo 2 163 návštěvníků.